# Organización Interna Revolucionaria de Macedonia
La Organización Interna Revolucionaria de Macedonia (en búlgaro: Вътрешна македонска революционна организация; en macedonio: Внатрешна Македонска Револуционерна Организација; abreviada como VMRO o como OIRM en español) es el nombre de una organización política y revolucionaria búlgara que operaba en la región de Macedonia (Tracia), así como en Bulgaria, Serbia y posteriormente en el Reino de Yugoslavia. En la primera mitad del siglo xx fue calificada como una red terrorista.

## Orígenes
Esta organización fue fundada en 1893 en Salónica como Comité Revolucionario Búlgaro de Macedonia y Adrianópolis (CRBMA) por un reducido número de revolucionarios búlgaros, en contra de la autoridad del Imperio otomano sobre la región de Macedonia. Los miembros fundadores de esta organización fueron Hristo Tatarchev, Dame Gruev, Petar Poparsov, Andon Dimitrov, Hristo Batandzhiev e Iván Hadzhinikolov. Su objetivo principal era alcanzar la independencia de Adrianópolis y de la región de Macedonia, así como el reconocimiento de los habitantes de esta última como «macedonios», sin importar su religión u origen étnico. En 1895 Gotse Delchev se unió a la organización y poco después se convirtió en uno de sus principales líderes.

## Principales acciones

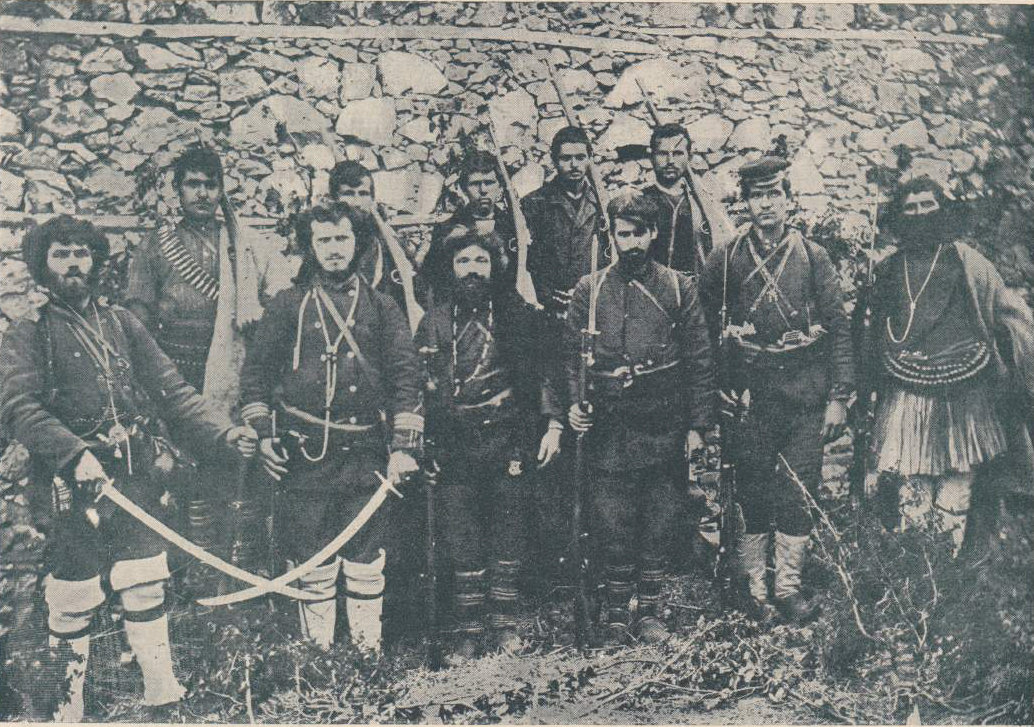
Revolucionarios de la OIRM en Flórina, 1903

El Comité Revolucionario Búlgaro de Macedonia y Adrianópolis cambió su nombre en 1902 a Organización Interna Revolucionaria de Macedonia y Adrianópolis (OIRMA). Después de la muerte de Gotse Delchev en mayo de 1903, la organización lideró la Revuelta de Ilinden, el 2 de agosto, en contra del dominio del Imperio otomano en la región de Macedonia y Adrianópolis (actualmente Edirne). El éxito inicial de la revuelta dio origen al establecimiento de la República de Kruševo, que fue un estado independiente del Imperio otomano ubicado en la localidad homónima (actualmente en el centro de la Macedonia del Norte) hasta que el ejército otomano derrotó a los independentistas el 12 de agosto del mismo año.
El fracaso de esta insurrección dio lugar a dos posturas dentro de esta organización. Una era de tendencia federalista y apoyaba la creación de una Federación Balcánica, en contraposición a la otra, que apoyaba el nacionalismo búlgaro y la anexión del territorio de Macedonia en Bulgaria.
El tratado de paz de Neuilly-sur-Seine prohibió a Bulgaria ejercer reclamaciones sobre Macedonia y Tracia. Después la Organización Interna Revolucionaria de Macedonia y Adrianópolis se dividió en dos organizaciones separadas: la Organización Interna Revolucionaria de Tracia (OIRT) y la Organización Interna Revolucionaria de Macedonia (OIRM). La primera organización estuvo activa solo en las regiones griegas de Macedonia y Tracia entre 1922 y 1934.
En el período de entreguerras, la OIRM envió pequeños grupos armados llamados cheti (literalmente 'unidades militares, tropas') hacia la Macedonia griega, Tracia y Yugoslavia con el propósito de asesinar oficiales y políticos. Los asesinatos más relevantes cometidos por la OIRM fueron el del rey Alejandro I de Yugoslavia, a cargo de Vlado Gheorghieff en colaboración con el grupo nacionalista croata Ustaše, y el del primer ministro búlgaro Alejandro Stamboliski. Al terminar la Segunda Guerra Mundial no hubo intención alguna de reanudar las actividades de la OIRM en Bulgaria y Yugoslavia.